# Halimeda tuna
Monnaie de Poséidon
Espèce
Halimeda tuna, parfois surnommée « monnaie de Poséidon », est une espèce d'algues vertes marines de la famille des Halimedaceae. Elle est le représentant type (l'holotype) du genre Halimeda.

## Caractéristiques

### Allure générale

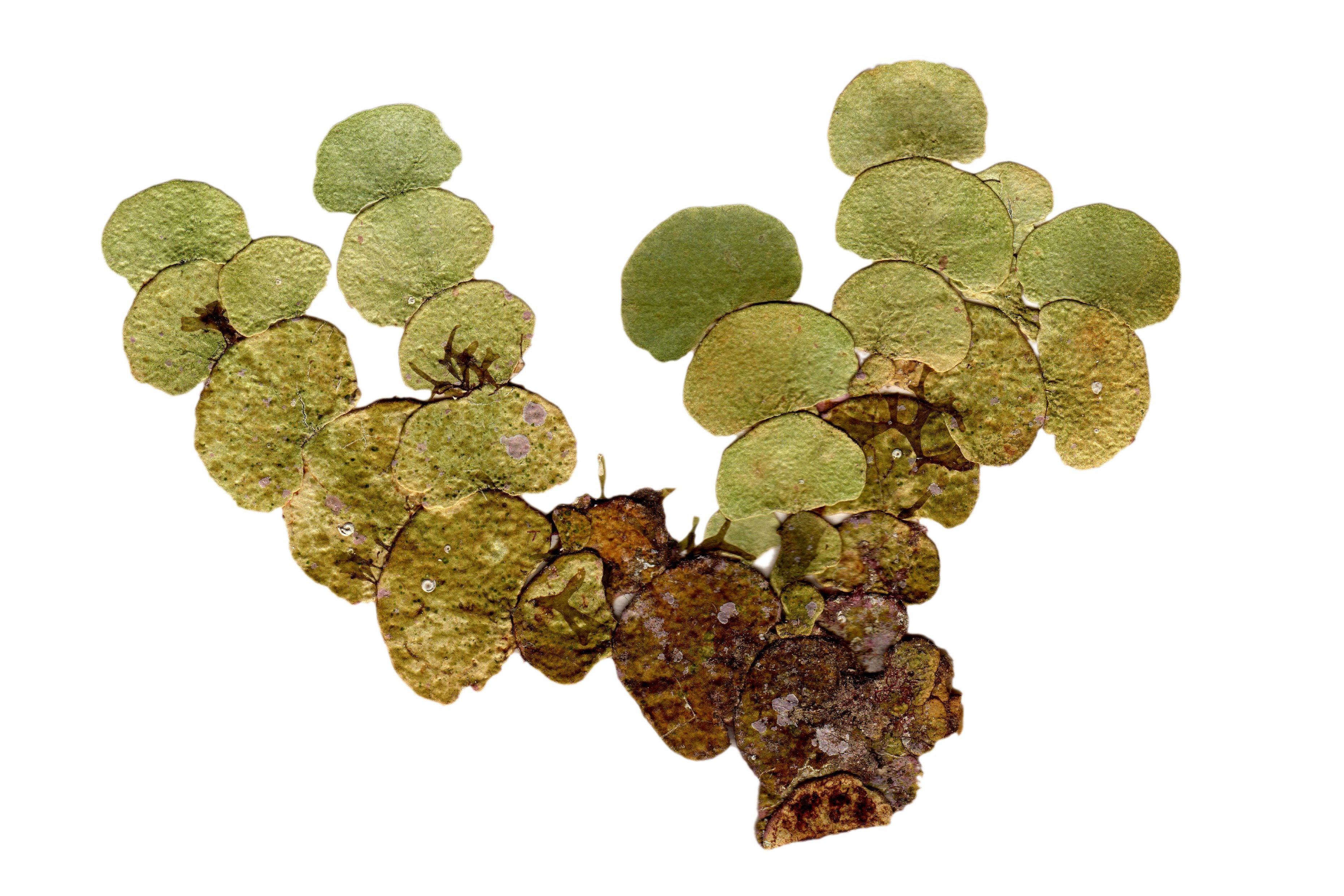
Halimeda tuna, échantillon d'herbier provenant de la région de Villefranche-sur-Mer

Halimeda tuna se présente sous la forme d'une guirlande articulée qui peut atteindre jusqu'à 20 cm de longueur, constituée d'une succession de petits disques plats de 1 à 2,5 cm de diamètre. Elle se développe dans un seul plan et peut se ramifier au niveau d'une articulation en deux ou en trois.
L'algue est fixée au substrat, le plus souvent rocheux, par des rhizoïdes qui s'assemblent généralement en un discret crampon.
Fondamentalement l'algue est de couleur verte mais en fonction de l'imprégnation calcaire, les articles prennent ensuite une teinte olivâtre ou blanchâtre. Les fréquentes épibiontes peuvent aussi en masquer la surface.

### Structure anatomique

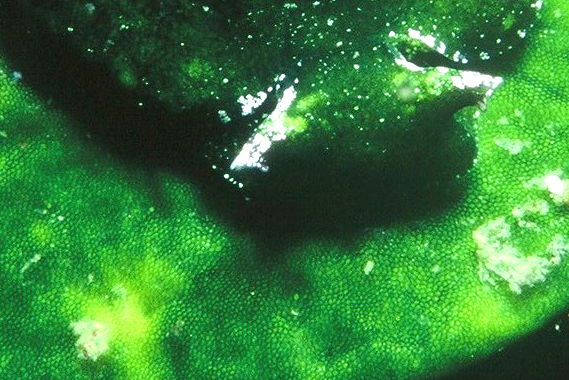
Un examen rapproché dHalimeda tuna montre bien l'aspect de pavage hexagonal de la surface de l'algue et peut aussi révéler la présence d'un hôte mimétique, la petite limace de mer Bosellia mimetica dont la tête apparaît ici en vert plus foncé

Comme chez les autres Bryopsidales au sens large, l'organisation anatomique est de type “siphoné” : il n'existe pas de cellules individualisées mais des structures tubulaires dotées d'un cytoplasme pariétal collectif comportant de nombreux noyaux. Dans le genre Halimeda, on distingue nettement au niveau des articles une zone médullaire centrale où le siphon est constitué d'un feutrage de filaments disposés parallèlement dans le plan d'aplatissement de l'article et une zone corticale périphérique où le siphon est constitué d'utricules ramifiés, généralement sur trois niveaux, orientés perpendiculairement à la surface de l'algue et serrés les uns contre les autres.
Vue de dessus sous la loupe, la surface d'un article montre un pavage formé d'hexagones, qui pourrait faire penser à un épiderme mais qui correspond en fait aux extrémités supérieures jointives des utricules.

### Physiologie
Halimeda tuna synthétise du calcaire sous forme d'aiguilles d'aragonite, et s'en imprègne progressivement.

## Reproduction

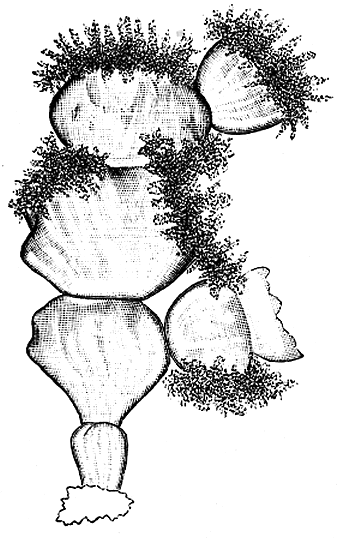
Apparition des gamétophores sur Halimeda tuna (dessin de Friedrich Oltmanns, 1904)

### Reproduction sexuée
Le cycle biologique est :
- monophasique (il n'y a qu'une seule phase végétative apparente) ;
- haplontique  (les noyaux cellulaires sont tous haploïdes, ils ne contiennent qu'en seul jeu de n chromosomes).
- holocarpique (toute l'algue se transforme en gamètes puis meurt) ;

avec une fécondation :
- anisogame (les gamètes femelles sont plus gros que les mâles)[6];
- à zoïdes biflagellés isocontés (les gamètes sont des cellules mobiles qui se déplacent grâce à deux flagelles égaux et semblables).

La reproduction sexuée est rarement remarquée car le phénomène est bref et occasionnel. Des franges de courts filaments ramifiés terminés par des gamétanges vésiculeux apparaissent sur la tranche des articles,. La gamétogenèse affecte alors l'ensemble du contenu cytoplasmique de l'algue : les zoïdes biflagellés sont libérés brusquement en fin de nuit en s'échappant par de petits orifices spéciaux de la paroi des vésicules. L'algue se trouve alors entièrement vide et morte. Elle se désagrège rapidement, les débris calcifiés venant se déposer en sédiments sur le fond marin.
Ces caractères reproductifs, ainsi que la présence d'amyloplastes, sont propres à un groupe d'algues comprenant notamment les Halimèdes et les Caulerpes qui justifie pour certains auteurs d'en faire un ordre, celui des Halimedales, distinct des Bryopsidales.

### Multiplication asexuée
Halimeda tuna se propage également par multiplication asexuée : 
- soit par fragmentation quand des articles cassés et dispersés sont éventuellement capables de se fixer et de démarrer une nouvelle croissance ;
- soit par l'émission de filaments se comportant comme des stolons au bout desquels se développent les bourgeons de nouveaux chapelets[6].

## Taxonomie

### Histoire du taxon et de la classification
La première description scientifique connue de cette algue est celle de Ferrante Imperato (1550-1625), qui apparaît dans Dell'historia naturale, publié en 1599. Il la nomme alors en italien Sertolara et en fait une illustration. Mais la véritable première diagnose moderne de cette espèce est celle faite par John Ellis. Elle paraît en 1786 dans l'ouvrage préparé avec Daniel Carl Solander, The natural history of many curious and uncommon zoophytes, publié après la mort de ses auteurs par la fille d'Ellis.
Cependant, Ellis place cette espèce qu'il nomme Corallina tuna dans un vaste genre qu'il considère avec conviction comme appartenant au règne animal (Corallina is an animal growing in the form of a plant) car selon lui la synthèse du calcaire est une faculté exclusive des animaux. 
Ultérieurement Jean Vincent Félix Lamouroux entreprend une révision générale des « Corallines » et « autre polypiers coralligènes » et crée en 1812 un nouveau genre. Il publie la nouvelle description formelle de l'espèce Halimeda tuna en 1816. Il ne démord néanmoins pas du caractère animal des Halimeda et ajoute comme argument l'absence de construction cellulaire régulière. 
Mais sa position n'est pas unanimement partagée par les autres savants : Baxter et Pallas avaient déjà mis en doute dès les années 1760 la nature animale supposée des "Corallines", Giovanni Targioni Tozzetti affirme définitivement au début du XIXe siècle le caractère végétal du genre Halimeda, enfin Joseph Decaisne publie en 1842 un « mémoire sur les Corallines » qui met un terme final à la polémique et qui place clairement Halimeda tuna parmi les végétaux.

### Onomastique
Le nom de genre Halimeda fait référence à Halimède qui, dans la mythologie grecque, est l'une des Néréides formant le cortège du dieu des mers Poséidon. Celle-ci est présentée dans la Théogonie d'Hésiode comme « Halimède à la brillante couronne » (ἐυστέφανός θ᾽ Ἁλιμήδη), que l'on pourrait aussi traduire « … à la guirlande de lumière ». C'est cet attribut, évoquant aussi la forme générale de l'algue, qui a guidé le choix du nom de celle-ci. 
L'épithète spécifique tuna est emprunté, quant à lui, au nom espagnol du figuier de Barbarie car la forme articulée de l'algue n'est pas sans rappeler celle de ce cactus. En espagnol, un nom courant de Halimeda tuna est d'ailleurs « tuna de mar »
, en italien « ficodindia di mare », c'est-à-dire dans les deux cas, le figuier de Barbarie de mer. En français, l'algue est aussi connue sous le nom vernaculaire de « monnaie de Poséidon ».

## Écologie

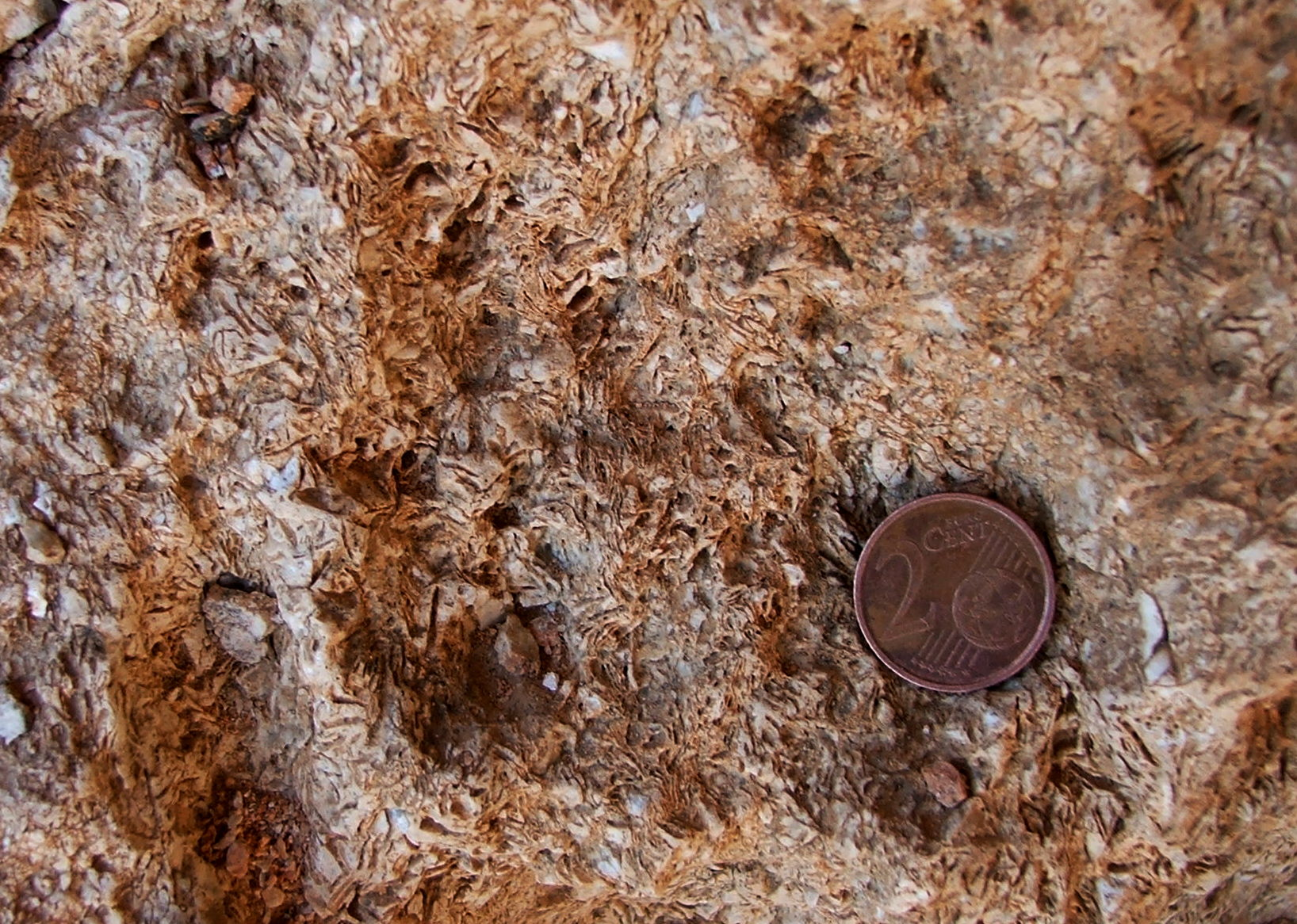
Certaines roches calcaires du pourtour méditerranéen, comme celle-ci provenant du désert de Tabernas en Espagne, ont été formées par accumulation de débris dHalimeda.

### Habitats
Halimeda tuna est une algue réputée plutôt sciaphile (vivant à l'ombre), présente dans les étages infralittoral et circalitoral sur les fonds rocheux d'eaux moyennement agitées.
C'est un contributeur important des écosystèmes coralligènes.

### Prédateurs
Halimeda tuna héberge souvent un de ses prédateurs, une petite limace de mer de couleur verte, Bosellia mimetica, remarquable par la qualité de son mimétisme avec l'algue.

### Chorologie
Halimeda tuna est une algue méditerranéenne et pantropicale.
Elle est commune et indigène en Méditerranée, la seule représentante du genre Halimeda dans cette mer (sauf localement Halimeda opuntia introduite au début du XVIIIe siècle). Elle y est connue de longue date et c'est à partir de ses stations méditerranéennes que l'espèce a été décrite à l'origine.
Sa présence a ensuite été attestée dans toutes les mers chaudes du Monde où elle peut alors côtoyer d'autres représentants du genre Halimeda.

### Pétrogenèse
En Méditerranée, les débris d'Halimeda tuna peuvent constituer le principal apport d'origine biologique des sédimentations calcaires actuelles de faible profondeur.